# 小宮孝泰
小宮 孝泰（こみや たかやす、1956年〈昭和31年〉3月11日 - ）は、日本の俳優、お笑いタレントである。所属事務所はオフィスPSC。以前は石井光三オフィスに所属。

## 来歴・人物
神奈川県小田原市出身。神奈川県立小田原高等学校を卒業後、1979年に明治大学を卒業する。
高校では三田超人（ヒカシュー）らとともに落語研究会を創部した。明治大学でも落語研究会に所属し、三宅裕司、立川志の輔、立川談之助らの先輩や、渡辺正行や立川談幸などの同期らと落語を研鑽した。この経験は2002年にゲスト出演したテレビドラマ『相棒』（Season 1 第3話）での落語家役に活かされ、劇中では『手紙無筆』を披露した。
大学在学中の1976年、落語研究会と並行して劇団テアトル・エコー養成所に入所する。1978年には研究生となるも、同年に退団する。
明治大学の同級生だった渡辺正行の誘いを受け、養成所で一級上だったラサール石井を含めた3人で、1979年に渋谷道頓堀劇場でお笑いトリオのコント赤信号を結成する。
テアトル・エコー養成所時代に内部の声優試験に合格したことから、声優としても『宇宙戦艦ヤマト』シリーズや『新・エースをねらえ!』などに参加し、2000年からはテレビアニメ『こちら葛飾区亀有公園前派出所』で擬宝珠夏春都役を演じた（同作の舞台版でも同役を演じた）。
1991年、三田超人のプロデュースにより、M.C.ハマーのパロディである「MCコミヤ」名義でCDシングルをリリースする。
1984年の「赤信号劇団」旗揚げ以降は、タレント活動とともに俳優活動にも力を入れるようになる。1990年代以降はお笑いタレント（芸人）としての活動よりも俳優としての活動がめざましく、独り舞台、舞台プロデュース、英語劇などに精力的に取り組んでいる。2004年には文化庁文化交流使としてロンドンに演劇留学し、ITI国際演劇協会の会員にも就任した。
同年、熱海五郎一座のもととなる伊東四朗一座の旗揚げに参画する。コント赤信号としての活動がない現在でも、渡辺やラサールと共演する舞台劇も少なくない。
ロンドン留学で落語への情熱が再燃し、日本文化を知ってもらおうと英語に翻訳した落語を現地の小中高校などで披露。2011年以来、毎年「『ごらく亭』の夏休み」と題した落語会を開催している。
私生活では1991年にテレビ番組のロケで知り合った14歳年下の女性と結婚。2001年に夫人が乳がんを発症し治療を続けたが、2012年に夫人とは死別している。

## MCコミヤ
1991年にM.C.ハマーの曲をカバー（カバーというよりも原詞の意味を無視した替え歌に近い）し、「MCコミヤ」（M.C.Kommier）名義でCDをリリースした。ミニアルバムのタイトルは『プリーズ・コミヤ・ドント・ハーテム』で、ハマーの代表曲『U can't touch this』中の「Can't Touch This」というフレーズを曲名の由来にした『ケンタイキ』や『遣唐使です』が収録されていた。ヒカシューのメンバーである三田超人（Mita Freeman）が日本語詞を作詞し、アルバムをプロデュース、巻上公一もゲスト参加したことで、テクノ・ラップ歌謡のマニアにも注目されることとなった。『ケンタイキ』の後半でナレーションを担当しているのは渡辺正行。テレビ番組などで歌う場合は自主規制に配慮し、「ハメたい」を「休みたい」、「やめたい」に変更し歌っていた。
「MCコミヤ」は2007年のTBS『オールスター感謝祭'07春』の問題としても登場し、「バブル当時に一世風靡したこの曲を歌っているのはどちら?」という二択問題で7人が間違えたため、会場は爆笑の渦となった。
2022年1月22日の映画「桃源郷的娘」舞台挨拶では、「（MCコミヤを）時々『やって』って言われるんですけれど、全然できないんですよね」と加齢による限界を語っていた。
ディスコグラフィー
- 遣唐使です 〜ちょっと目立たない〜（1991年7月5日、東芝EMI、TODP-2288） - 8cmCDシングル
- プリーズ・コミヤ・ドント・ハーテム（1991年7月5日、東芝EMI、TOCP-6750） - ミニアルバム。CDジャケット帯には「在日記念盤!!」と記載されている。

## 出演

### 映画
- 山田村ワルツ（1988年）
- バトルヒーター（1989年） - 竹本おさむ 役
- ホモサピエンス（1996年）
- モーニング刑事。（1998年）
- セカンドチャンス（1999年）
- 週刊バビロン（2000年）
- 浅草キッドの「浅草キッド」（2002年）
- いずれの森か青き海（2003年）
- ゲロッパ!（2003年）
- スパイDAY作戦 援交スパイ17号（2005年）
- 黒帯 KURO-OBI（2007年)
- Watch with Me 〜卒業写真〜（2007年）
- 今日からヒットマン（2009年） - 遠藤周一 役
- 釣りキチ三平（2009年）
- わが母の記（2012年） - 伊上明夫 役
- 仮面ライダー×仮面ライダー ウィザード&フォーゼ MOVIE大戦アルティメイタム（2012年） - 署長 役
- EDEN（2012年、武正晴監督）
- イン・ザ・ヒーロー（2014年9月6日、武正晴監督）
- 息衝く（2018年2月24日公開、木村文洋監督） - 川島雄悟 役
- 星屑の町（2020年2月21日東北4県先行上映、3月6日全国公開、杉山泰一監督） - 山田修 役
- 美しき誘惑-現代の「画皮」-（2021年5月14日） - 西川専務 役
- 桃源郷的娘（2022年1月21日） - 主演・江崎宗介 役[6]
- 森の中のレストラン（2022年11月19日、NeedyGreedy / フルモテルモ） - 欣二 役[7][8]
- レット・イット・ビー 〜怖いものは、やはり怖い〜（2023年5月12日、ARI Production） - 五十嵐三郎 役
- 岡野教授の高校協奏譚（2024年6月28日公開予定、MinyMixCreati部） - 猿川千之助 役[9]
- おしゃべりな写真館（2024年2月北海道先行公開、10月11日全国公開、藤嘉行監督） - 持田圭介 役

### テレビドラマ
- 若き血に燃ゆる〜福沢諭吉と明治の群像（1984年1月2日、テレビ東京）
- 月曜ドラマランド（フジテレビ）
  - ねらわれた学園（1987年1月26日） - 山形 役
  - 藤子不二雄のバケルくん（1987年5月4日） - 八代新助 役
- 男が泣かない夜はない（1987年5月18日 - 7月27日、フジテレビ） - 寺岡五郎 役
- 教師びんびん物語 第7話（1988年5月16日、フジテレビ）
- 大河ドラマ（NHK）
  - 武田信玄 第20回・第39回（1988年5月22日・10月2日） - 作三 役
  - 炎立つ 第3部（1993年11月28日 - 1994年3月13日） - 弥五郎（藤原泰衡の側近）役
  - 功名が辻 第28回（2006年7月16日） - 杉原家次 役
  - 西郷どん 第28回（2018年7月29日） - 徳川慶勝 役
- 世にも奇妙な物語『歩く死体』（1991年3月14日、フジテレビ） - 村田京介 役
- 土曜ワイド劇場（テレビ朝日）
  - 『西村京太郎トラベルミステリー22 日本縦断殺人ルート』（1992年4月4日） - 本田剛 役[10]
  - 『車椅子の弁護士・水島威5・狙われた美人マラソンランナー』（1998年10月3日）
  - 『西村京太郎トラベルミステリー66 釧路・帯広殺人ルート』（2016年7月2日） - 畑野宏 役
- 月曜ドラマスペシャル（TBS）
  - 『タクシードライバー咲坂都2』（1996年12月2日）
  - 『十津川警部シリーズ14・海を渡った愛と殺意』（1997年12月29日） - 宮川三郎 役
  - 『浅見光彦シリーズ11・蜃気楼』（1998年10月26日） - 大山課長 役
  - 『検視官江夏冬子4・京都宵山殺人事件』（1999年9月13日） - 佐久間弘 役
- ウルトラマンガイア 第9話「シーガル飛びたつ」（1998年10月31日、MBS） - 平川 役
- いちご同盟（1999年1月1日、NHK）
- 火曜サスペンス劇場（日本テレビ）
  - 『刑事・鬼貫八郎10・風の証言』（1999年10月12日） - 桑原 役
  - 『警視庁鑑識班8』（1999年12月14日） - 松橋民夫 役
  - 『刑事・鬼貫八郎12・まだらの犬』（2001年4月3日） - 浮浪者 役
- 3年B組金八先生（TBS）
  - 第5シリーズ 第12話・第23話（2000年1月13日・3月30日） - 鈴木文吉 役
  - 第8シリーズ 第3話 - 第6話・第11話（2007年10月25日 - 11月15日・12月20日） - 里中和彦 役
- ブースカ! ブースカ!! 第38話「ブースカ 夢町 ニッコミョコ」（2000年6月24日、テレビ東京） - 楓喜多三 役
- コンビにまりあ（2001年4月 - 5月、CBC・TBS） - 和楽巡査 役
- 松本清張没後10年特別企画・家紋（2002年8月18日、BSジャパン） - 生田文夫 役
- 相棒（テレビ朝日）
  - Season1 第3話『秘密の元アイドル妻』（2002年10月23日） - 橘亭青楽 役
  - Season15 第10話『帰還』（2017年1月1日） - 国奥正和 役
  - Season20 第12話『お宝探し』（2022年1月19日） - 安岡宏 役
  - Season22 第16話『子ほめ』（2024年2月14日） - 橘亭青楽 役、脚本原案協力[11]
- すっから母さん（2003年4月 - 9月、テレビ東京） - 須柄孝 役
- 月曜ミステリー劇場 弁護士迫まり子の遺言作成ファイル5（2003年6月9日、TBS） - 生田医師 役
- 心はロンリー気持ちは「…」XI（2003年8月29日、フジテレビ）
- ULTRASEVEN X 第3話「HOPELESS」（2007年10月19日、CBC・TBS） - タマル / マーキンド星人（声） 役
- ケータイ捜査官7 第25話（2008年10月22日、テレビ東京） - 天原喜一郎 役
- スマイル 第1話（2009年4月17日、TBS） - 職質の警官 役
- 853〜刑事・加茂伸之介 第4話（2010年2月4日、テレビ朝日） - 平田章 役
- 月曜ゴールデン（TBS）
  - 『大家だけが知っている! 〜幸多福子の下町事件簿〜』（2010年8月2日） - 園部 役
  - 『湯けむりバスツアー 桜庭さやかの事件簿4』（2012年2月6日） - 丸山則夫 役
  - 『十津川警部シリーズ49・特急『しらさぎ』殺人迷路〜越前竹人形の謎〜』（2013年1月21日） - 出蔵俊次 役
  - 『十津川警部シリーズ53・伊豆・踊り子号殺人ルート〜消えた一億円の謎〜』（2014年10月20日） - 小高巡査 役
- 水戸黄門 第42部 第10話「茶壺に追われた御老公 -信楽-」（2010年12月13日、TBS） - 浜田屋 役
- くろねこルーシー（2012年1月 - 3月、UHF） - 佐藤純導 役
- 警視庁捜査一課9係 第7シリーズ 第3話（2012年7月18日、テレビ朝日） - 安西勤 役
- 仮面ライダーウィザード（2012年9月 - 2013年9月、テレビ朝日） - 署長 役
- DOCTORS〜最強の名医〜 第2シリーズ 第5話（2013年8月8日、テレビ朝日） - 遠藤春夫 役
- プレミアムドラマ 拝啓 色川先生（2014年3月2日、NHK BSプレミアム） - 編集者 役
- 深夜食堂3 第7話（2014年12月3日、MBS・TBS） - 川守 役
- 癒し屋キリコの約束（2015年8月 - 9月、東海テレビ） - 平瀬幸太 役
- 水曜ミステリー9（テレビ東京）
  - 『温泉女将ふたりの事件簿1』（2014年5月16日） - 麻宮亨 役
  - 『検事・沢木正夫2・公訴取消し』（2014年12月24日） - 土岐万治 役
  - 『無敵の法律事務所　弁護の鉄人 橘明日香』（2015年6月3日） - 磯部明 役
- スペシャリスト 第2話（2016年1月21日、テレビ朝日） - 布田央彦 役
- 民王スピンオフ〜恋する総裁選〜（2016年4月22日、テレビ朝日） - 犬山首相 役
- ドクターカー 第3話（2016年4月28日、読売テレビ・日本テレビ） - 神蔵義則 役
- ドクター調査班〜医療事故の闇を暴け〜 第3話（2016年5月6日、テレビ東京） - 山崎聡介 役
- しあわせの記憶（2017年1月8日、MBS） - 植田史郎 役
- 警視庁・捜査一課長 season2 第2話（2017年4月27日、テレビ朝日） - 矢崎司 役
- 刑事7人 第4シリーズ 第8話（2018年8月29日、テレビ朝日） - 熊谷二郎（「きぼうの里」施設長）役
- 江戸前の旬 第4話（2018年11月4日、テレビ大阪・BSテレ東） - 伊藤部長 役
- 科捜研の女（テレビ朝日）
  - season19 第7話・第8話（2019年5月30日・6月6日） - 富田拓真 役
  - 2022 第1話（2022年10月18日） - 奥崎譲 役
- 月曜プレミア8 警視庁遺失物捜査ファイル（2020年8月24日、テレビ東京） - 谷繁文則 役
- 警視庁ゼロ係〜生活安全課なんでも相談室〜 第5シリーズ 第1話（2021年4月30日、テレビ東京） - 横川享楽 役
- しろめし修行僧 第4話（2022年4月30日、テレビ東京） - 番頭 役
- ソロ活女子のススメ5 第6話（2025年5月8日、テレビ東京） - 駄菓子屋「ぎふ屋」店主 役[12]

### ウェブドラマ
- 全裸監督2（2021年6月24日 全話配信、Netflix）
- サラリーマン山崎シゲル（2025年7月1日 - 、FOD SHORT）[13]

### 舞台
- 接見
- 星屑の会「クレージーホスト・リターン」
- パンタロン同盟
- コロッケの「西遊記Gocoo」
- 山田Club「ジム・トンプソンの部屋」
- 星屑の会「ストロベリーハウス」
- 居残り佐平次
- 舞台版「こちら葛飾区亀有公園前派出所」
- OH!BABY
- パンタロン同盟「コントIV」
- パンタロン同盟「年忘れパンタロン祭り」
- 伊東四朗一座旗揚げ解散公演「熱海迷宮事件」
- 東京駅
- 火焔太鼓
- 世田谷パブリックシアター&遊機会オフィス公演「偶然の音楽」
- びっくり箱「姉妹篇」
- 妻をめとらば〜晶子と鉄幹〜
- 星屑の町「東京砂漠篇」
- うそつき弥次郎（2007年）
- 久ヶ沢徹生誕50周年祭 久ヶ沢牛乳presents「A HALF CENTURY BOY」（2012年）
- シン・ニンゲンイス（2024年）[14]
- セツアンの善人（英語版）（2024年）[15]
- リア王2024（2024年）[16]
- 令和版 線路は続くよどこまでも（2025年公演予定）[17]

### バラエティ
- 発汗!シェイプUP（テレビ朝日）
- 笑っていいとも!（1987年10月9日、フジテレビ系）
- JOCX-TV2「ハウトゥー東京人」 - ナレーション（1988年）
- ライオンのごきげんよう（1992年、フジテレビ系）
- ダウンタウンのごっつええ感じ（1993年8月15日、フジテレビ系） - 『改造人間カスタムひかる』
- ぶらり途中下車の旅『営団地下鉄東西線（現 東京メトロ東西線）』編（1994年、日本テレビ系）
- 釣り・ロマンを求めて（2006年、テレビ東京系）
- 土曜スペシャル（テレビ東京） - 兵庫県武田尾の温泉を取材
- NHKスペシャル「職場を襲う“新型うつ”」（2012年、NHK総合）

### テレビアニメ
- 新・エースをねらえ!（日本テレビ系）
- 宇宙戦艦ヤマト2（日本テレビ系） - 科学局員A 役
- ケロケロちゃいむ（テレビ東京系） - スネークマン 役
- こちら葛飾区亀有公園前派出所（フジテレビ系） - 夏春都役[18]
- こちら葛飾区亀有公園前派出所 THE FINAL 両津勘吉 最後の日（フジテレビ系） - 夏春都 役

### 劇場版アニメ
- こちら葛飾区亀有公園前派出所 THE MOVIE2 UFO襲来! トルネード大作戦!!（2003年） - 擬宝珠夏春都 役

### 吹き替え
- G-SAVIOUR（2000年） - フランツ・ディーター役

### ナレーション
- みやちゃんの極ウマお取り寄せ旅気分（旅チャンネル）

### テレビCM
- 明治製菓「こんなの大好きクラブ」ホラーボール2、プチガム、ミオ（1987年 - 1988年）
- ハウス食品 チップスカンパニー（1992年）

## 関連人物
- 杉兵助（道頓堀劇場での修行時代の師匠）
- 水谷龍二（出演舞台の多くの作・演出）
- ラサール石井（共演だけでなく、出演舞台の多くの作・演出）
- 春風亭昇太（パンタロン同盟メンバー）
- 清水宏（パンタロン同盟メンバー）
- 渡辺哲（星屑の町メンバー）
- でんでん（星屑の町メンバー）
- 太平サブロー（星屑の町メンバー）
- 有薗芳記（星屑の町メンバー）
- 菅原大吉（星屑の町メンバー）
- 朝倉伸二（星屑の町メンバー）
- 風間杜夫（最近の「風間-平田共演舞台」に小宮客演がある）
- 平田満（最近の「風間-平田共演舞台」に小宮客演がある）

## 著書
- 『猫女房 妻が愛したネコと……ボク。』秀和システム, 2018.9